# Michaël Perruchoud
Michaël Perruchoud est un écrivain, chanteur et éditeur suisse romand né en 1974 à Genève.

## Biographie
Michaël Perruchoud voit le jour en 1974 à Genève. Très tôt, il touche à l'écriture, s'amusant dans son enfance à changer la fin de certains romans de la Bibliothèque rose. 
Auteur, il touche à plusieurs genres : le roman, le théâtre et la chanson. En 2002, Michaël Perruchoud lance le site Cousu Mouche, consacré aux arts sous des formes très diverses, avec Sébastien G. Couture et Olivier Humbel. 
Michaël Perruchoud publie son premier roman, Crécelle et ses brigands, auprès de l'éditeur Faim de siècle, basé à Fribourg (Suisse). Plus tard, il rejoint l'écurie de L'Âge d'Homme.

## Œuvres

### Romans
- Crécelle et ses brigands, Faim de siècle, 1998
- Non-lieu, Faim de siècle, 2000
- Poil au temps, L'Âge d'Homme, 2002
- Passagère, L'Âge d'Homme, 2004
- Le Martyre du Pape Kevin, Faim de siècle/Cousu Mouche, 2004
- La Pute et l'insomniaque, L'Âge d'Homme, 2007  (ISBN 978-28251-3790-1)
- Bartali sans ses clopes, L'Âge d'Homme, 2008  (ISBN 978-28251-3871-7)
- Les Six rendez-vous d'Owen Saïd Markko, Faim de siècle/Cousu Mouche, 2008  (ISBN 978-2-940422-01-2)
- Le garçon qui ne voulait pas sortir du bain, Faim de siècle/Cousu Mouche, 2013  (ISBN 978-2-940422-21-0)
- La Guérite, Faim de siècle, 2015  (ISBN 978-2-940422-32-6)
- Ceux de Corneauduc, Cousu Mouche, 2015  (ISBN 978-2-940422-42-5) (avec Sébastien G. Couture)
- L'Héritier de Minnetoy-Corbières, Cousu Mouche, 2016  (ISBN 978-2-940422-53-1) (avec Sébastien G. Couture)
- Sa préférée, L'Âge d'Homme, 2017
- Le Siège de Montfureur, Cousu Mouche, 2017  (ISBN 978-2-940576-33-3) (avec Sébastien G. Couture)
- 4-2 pour Ambrì, Versus, 2018  (ISBN 978-2-940576-41-8)

### Poésie
- Monde décomposé refuse qu'on dépoussière, L'Âge d'Homme, 2014  (ISBN 978-2-8251-4376-6)

### Théâtre
- Mon caveau sans Brize

### Feuilletons
- Ceux de Corneauduc (en collaboration avec Sébastien G. Couture), 2002-2004
- Bénéfice Mort, 2005
- L'Héritier de Minnetoy-Corbières (en collaboration avec Sébastien G. Couture), 2006-2007

### Autres
- 1000 milliards de polars (concept de roman policier aléatoire sur mesure) (en collaboration avec Sébastien G. Couture), 2005

## Musique
Michaël Perruchoud est le chanteur du groupe Ostap Bender. Il signe les textes et la plupart des musiques.
Il chante aussi au sein du Duo d'eXtrêmes Suisses, dont il écrit les textes. Ce duo, présent principalement sur l'Internet, dénonce dans des sketchs en chanson la xénophobie, la haine raciale et le dénigrement des personnes défavorisées.

## Sources
- Éditions Cousu Mouche
- Éditions Faim de Siècle
- Article dans La Gruyère